# Malangutti Sar
Le Malangutti Sar, ou Mulungutti Sar, est un sommet du massif de l'Hispar Muztagh dans le Karakoram au Pakistan. Il s'élève à 7 207 m d'altitude et 507 m de hauteur de culminance. Après l'échec d'une expédition japonaise en 1984, il a été gravi pour la première fois le 12 août 1985, par les Japonais Tadao Sugimoto, Kengo Nakahara, Yasushi Muranaka et le Sherpa Ang Nima. Il possède un sommet Sud de 7 061 m d'altitude et 157 m de hauteur de culminance, qui est vierge.